# Desmomys
A Desmomys az emlősök (Mammalia) osztályának a rágcsálók (Rodentia) rendjébe, ezen belül az egérfélék (Muridae) családjába tartozó nem.

## Rendszerezés
A nembe az alábbi 2 faj tartozik:
- vésettfogú patkány (Desmomys harringtoni) Thomas, 1902 - típusfaj
- Desmomys yaldeni Lavrenchenko, 2003